# Water (film 2012)
Water è un film del 2012 composto da sette episodi, sul tema dell'acqua, diretti da un cast eterogeneo di registi israeliani e palestinesi. È stato presentato in anteprima mondiale in apertura della Settimana internazionale della critica.

## Trama
- Still Waters: Neta e Nadav sono una giovane coppia israeliana in vacanza a Gerusalemme. Il caldo di mezzogiorno li spinge a cercare riparo presso un'antica sorgente d'acqua ma al loro arrivo si accorgono che la fonte è già occupata da un gruppo di palestinesi diretti al lavoro.
- The Water Seller: Abu Firas rifornisce i serbatoi e i pozzi nella città di Betlemme. È estate. L'acqua potabile scarseggia e gli abitanti sono costretti a comprarla a prezzi inflazionati.
- Raz and Radja: Raz è un soldato israeliano sull'orlo di un esaurimento nervoso. Radja è un palestinese che ha appena violato il coprifuoco per annaffiare i suoi cocomeri. Insieme cercano di far ripartire un autocarro guasto in compagnia di un'asina testarda.
- Eye Drops: Mohammad Bakri e i suoi due figli, Saleh e Ziad, vivono in un piccolo appartamento nella città di Tel Aviv. Sarah, un'anziana vicina di casa sopravvissuta all'Olocausto, chiede loro aiuto per mettersi il collirio.
- Kareem's Pool: Kareem, 70 anni, fa ritorno ad Aboud, in Palestina, dopo 30 anni trascorsi a Chicago. Per combattere il caldo, costruisce una piscina in giardino e invita a rinfrescarsi i suoi vicini di casa, che non hanno mai visto il mare. A un certo punto un gruppo di coloni fa irruzione nella villa.
- Drops: Un soldato di nome Yotam si allontana dalla sua divisione per recarsi al bagno. Mentre si lava, crea una sinfonia con le gocce d'acqua. Quel gesto gli ricorda la sua infanzia, quando giocava nella vasca da bagno e si rifiutava di uscire mentre sua madre si lavava i capelli.
- Now and Forever: Sarah è una giovane ebrea ortodossa. Sta aspettando che i suoi genitori la portino al Shiddukh, l’appuntamento che prelude a un matrimonio combinato. Mohannad, un idraulico arabo, si accorge che la ragazza si sta nascondendo. Attraverso una porta chiusa Sarah e Mohannad intrattengono una bizzarra conversazione.[1][2][3]

## Produzione
L'idea del film è nata da Yael Perlov dell'Università di Tel Aviv. Il dipartimento di cinema dell'università ha prodotto il film in associazione con la compagnia cinematografica francese Tu Vas Voir, che si è occupata della distribuzione internazionale.